# Чемпионат Бразилии по футболу 2014 (Серия A)
Серия A Чемпионата Бразилии по футболу 2014 года — 59-й розыгрыш элитного дивизиона бразильского футбола. Турнир начнётся 19 апреля и завершится 7 декабря. Действующим чемпионом является «Крузейро»

## Регламент
Серия A разыгрывается между 20 клубами в два круга. В первом круге команды играют друг против друга по одному разу. Матчи второго круга играются в том же порядке, но хозяева проводят свои матчи в гостях, и наоборот — гости проводят свои матчи дома. Чемпионом становится команда, которая по итогам двух кругов наберёт наибольшее количество очков.

### Квалификация в Кубок Либертадорес
Четыре лучших команды Серии A 2014 будут представлять Бразилию в Кубке Либертадорес 2015. Чемпион и 2-я команда попадают во второй, или групповой этап, а 3-я и 4-я команды — проходят квалификацию.

### Равенство очков
В случае равенства очков между двумя клубами места определяются по следующим критериям:
1. Количество побед;
2. Разница забитых и пропущенных голов;
3. Количество забитых голов;
4. Результаты личных встреч;
5. Количество красных карточек;
6. Количество жёлтых карточек;
7. Жребий;

## Команды
| Команда             | Город          | Штат              | в 2013              |
| ------------------- | -------------- | ----------------- | ------------------- |
| Атлетико Минейро    | Белу-Оризонти  | Минас-Жерайс      | 8-е место           |
| Атлетико Паранаэнсе | Куритиба       | Парана            | 3-е место           |
| Баия                | Салвадор       | Баия              | 12-е место          |
| Ботафого            | Рио-де-Жанейро | Рио-де-Жанейро    | 4-е место           |
| Витория             | Салвадор       | Баия              | 5-е место           |
| Гояс                | Гояния         | Гояс              | 6-е место           |
| Гремио              | Порту-Алегри   | Риу-Гранде-ду-Сул | 2-е место           |
| Интернасьонал       | Порту-Алегри   | Риу-Гранде-ду-Сул | 13-е место          |
| Коринтианс          | Сан-Паулу      | Сан-Паулу         | 10-е место          |
| Коритиба            | Куритиба       | Парана            | 11-е место          |
| Крисиума            | Крисиума       | Санта-Катарина    | 14-е место          |
| Крузейро            | Белу-Оризонти  | Минас-Жерайс      | 1-е место           |
| Палмейрас           | Сан-Паулу      | Сан-Паулу         | 1-е место в Серии B |
| Сан-Паулу           | Сан-Паулу      | Сан-Паулу         | 9-е место           |
| Сантос              | Сантус         | Сан-Паулу         | 7-е место           |
| Спорт               | Ресифи         | Пернамбуку        | 3-е место в Серии B |
| Фигейренсе          | Флорианополис  | Санта-Катарина    | 4-е место в Серии B |
| Фламенго            | Рио-де-Жанейро | Рио-де-Жанейро    | 16-е место          |
| Флуминенсе          | Рио-де-Жанейро | Рио-де-Жанейро    | 15-е место          |
| Шапекоэнсе          | Шапеко         | Санта-Катарина    | 2-е место в Серии B |

## Города и стадионы
| Атлетико Минейро | Атлетико Паранаэнсе | Баия | Ботафого | Витория | Гояс                |
| --- | --- | --- | --- | --- | ------------------- |
| Индепенденсия | Арена Байшада | Фонте-Нова | Маракана | Баррадан | Серра Доурада       |
| Вместимость: 23 018 | Вместимость: 41 456 | Вместимость: 55 000 | Вместимость: 78 838 | Вместимость: 35 000 | Вместимость: 42 000 |
| | | | | |                     |
| Гремио | \| Рио-де-Жанейро Сан-Паулу Атлетико Минейро Атлетико Паранаэнсе Баия Витория Гояс Гремио Интернасьонал Коритиба Крисиума Крузейро Сантос Спорт Фигейренсе Шапекоэнсе Рио-де-Жанейро: · Ботафого · Фламенго · Флуминенсе · Сан-Паулу: · Коринтианс · Палмейрас · Сан-ПаулуУчастники Серии A 2014 \| | \| Рио-де-Жанейро Сан-Паулу Атлетико Минейро Атлетико Паранаэнсе Баия Витория Гояс Гремио Интернасьонал Коритиба Крисиума Крузейро Сантос Спорт Фигейренсе Шапекоэнсе Рио-де-Жанейро: · Ботафого · Фламенго · Флуминенсе · Сан-Паулу: · Коринтианс · Палмейрас · Сан-ПаулуУчастники Серии A 2014 \| | \| Рио-де-Жанейро Сан-Паулу Атлетико Минейро Атлетико Паранаэнсе Баия Витория Гояс Гремио Интернасьонал Коритиба Крисиума Крузейро Сантос Спорт Фигейренсе Шапекоэнсе Рио-де-Жанейро: · Ботафого · Фламенго · Флуминенсе · Сан-Паулу: · Коринтианс · Палмейрас · Сан-ПаулуУчастники Серии A 2014 \| | \| Рио-де-Жанейро Сан-Паулу Атлетико Минейро Атлетико Паранаэнсе Баия Витория Гояс Гремио Интернасьонал Коритиба Крисиума Крузейро Сантос Спорт Фигейренсе Шапекоэнсе Рио-де-Жанейро: · Ботафого · Фламенго · Флуминенсе · Сан-Паулу: · Коринтианс · Палмейрас · Сан-ПаулуУчастники Серии A 2014 \| | Интернасьонал       |
| Арена Гремио | \| Рио-де-Жанейро Сан-Паулу Атлетико Минейро Атлетико Паранаэнсе Баия Витория Гояс Гремио Интернасьонал Коритиба Крисиума Крузейро Сантос Спорт Фигейренсе Шапекоэнсе Рио-де-Жанейро: · Ботафого · Фламенго · Флуминенсе · Сан-Паулу: · Коринтианс · Палмейрас · Сан-ПаулуУчастники Серии A 2014 \| | \| Рио-де-Жанейро Сан-Паулу Атлетико Минейро Атлетико Паранаэнсе Баия Витория Гояс Гремио Интернасьонал Коритиба Крисиума Крузейро Сантос Спорт Фигейренсе Шапекоэнсе Рио-де-Жанейро: · Ботафого · Фламенго · Флуминенсе · Сан-Паулу: · Коринтианс · Палмейрас · Сан-ПаулуУчастники Серии A 2014 \| | \| Рио-де-Жанейро Сан-Паулу Атлетико Минейро Атлетико Паранаэнсе Баия Витория Гояс Гремио Интернасьонал Коритиба Крисиума Крузейро Сантос Спорт Фигейренсе Шапекоэнсе Рио-де-Жанейро: · Ботафого · Фламенго · Флуминенсе · Сан-Паулу: · Коринтианс · Палмейрас · Сан-ПаулуУчастники Серии A 2014 \| | \| Рио-де-Жанейро Сан-Паулу Атлетико Минейро Атлетико Паранаэнсе Баия Витория Гояс Гремио Интернасьонал Коритиба Крисиума Крузейро Сантос Спорт Фигейренсе Шапекоэнсе Рио-де-Жанейро: · Ботафого · Фламенго · Флуминенсе · Сан-Паулу: · Коринтианс · Палмейрас · Сан-ПаулуУчастники Серии A 2014 \| | Бейра-Рио           |
| Вместимость: 60 540 | \| Рио-де-Жанейро Сан-Паулу Атлетико Минейро Атлетико Паранаэнсе Баия Витория Гояс Гремио Интернасьонал Коритиба Крисиума Крузейро Сантос Спорт Фигейренсе Шапекоэнсе Рио-де-Жанейро: · Ботафого · Фламенго · Флуминенсе · Сан-Паулу: · Коринтианс · Палмейрас · Сан-ПаулуУчастники Серии A 2014 \| | \| Рио-де-Жанейро Сан-Паулу Атлетико Минейро Атлетико Паранаэнсе Баия Витория Гояс Гремио Интернасьонал Коритиба Крисиума Крузейро Сантос Спорт Фигейренсе Шапекоэнсе Рио-де-Жанейро: · Ботафого · Фламенго · Флуминенсе · Сан-Паулу: · Коринтианс · Палмейрас · Сан-ПаулуУчастники Серии A 2014 \| | \| Рио-де-Жанейро Сан-Паулу Атлетико Минейро Атлетико Паранаэнсе Баия Витория Гояс Гремио Интернасьонал Коритиба Крисиума Крузейро Сантос Спорт Фигейренсе Шапекоэнсе Рио-де-Жанейро: · Ботафого · Фламенго · Флуминенсе · Сан-Паулу: · Коринтианс · Палмейрас · Сан-ПаулуУчастники Серии A 2014 \| | \| Рио-де-Жанейро Сан-Паулу Атлетико Минейро Атлетико Паранаэнсе Баия Витория Гояс Гремио Интернасьонал Коритиба Крисиума Крузейро Сантос Спорт Фигейренсе Шапекоэнсе Рио-де-Жанейро: · Ботафого · Фламенго · Флуминенсе · Сан-Паулу: · Коринтианс · Палмейрас · Сан-ПаулуУчастники Серии A 2014 \| | Вместимость: 56 149 |
| | \| Рио-де-Жанейро Сан-Паулу Атлетико Минейро Атлетико Паранаэнсе Баия Витория Гояс Гремио Интернасьонал Коритиба Крисиума Крузейро Сантос Спорт Фигейренсе Шапекоэнсе Рио-де-Жанейро: · Ботафого · Фламенго · Флуминенсе · Сан-Паулу: · Коринтианс · Палмейрас · Сан-ПаулуУчастники Серии A 2014 \| | \| Рио-де-Жанейро Сан-Паулу Атлетико Минейро Атлетико Паранаэнсе Баия Витория Гояс Гремио Интернасьонал Коритиба Крисиума Крузейро Сантос Спорт Фигейренсе Шапекоэнсе Рио-де-Жанейро: · Ботафого · Фламенго · Флуминенсе · Сан-Паулу: · Коринтианс · Палмейрас · Сан-ПаулуУчастники Серии A 2014 \| | \| Рио-де-Жанейро Сан-Паулу Атлетико Минейро Атлетико Паранаэнсе Баия Витория Гояс Гремио Интернасьонал Коритиба Крисиума Крузейро Сантос Спорт Фигейренсе Шапекоэнсе Рио-де-Жанейро: · Ботафого · Фламенго · Флуминенсе · Сан-Паулу: · Коринтианс · Палмейрас · Сан-ПаулуУчастники Серии A 2014 \| | \| Рио-де-Жанейро Сан-Паулу Атлетико Минейро Атлетико Паранаэнсе Баия Витория Гояс Гремио Интернасьонал Коритиба Крисиума Крузейро Сантос Спорт Фигейренсе Шапекоэнсе Рио-де-Жанейро: · Ботафого · Фламенго · Флуминенсе · Сан-Паулу: · Коринтианс · Палмейрас · Сан-ПаулуУчастники Серии A 2014 \| |                     |
| Коринтианс | \| Рио-де-Жанейро Сан-Паулу Атлетико Минейро Атлетико Паранаэнсе Баия Витория Гояс Гремио Интернасьонал Коритиба Крисиума Крузейро Сантос Спорт Фигейренсе Шапекоэнсе Рио-де-Жанейро: · Ботафого · Фламенго · Флуминенсе · Сан-Паулу: · Коринтианс · Палмейрас · Сан-ПаулуУчастники Серии A 2014 \| | \| Рио-де-Жанейро Сан-Паулу Атлетико Минейро Атлетико Паранаэнсе Баия Витория Гояс Гремио Интернасьонал Коритиба Крисиума Крузейро Сантос Спорт Фигейренсе Шапекоэнсе Рио-де-Жанейро: · Ботафого · Фламенго · Флуминенсе · Сан-Паулу: · Коринтианс · Палмейрас · Сан-ПаулуУчастники Серии A 2014 \| | \| Рио-де-Жанейро Сан-Паулу Атлетико Минейро Атлетико Паранаэнсе Баия Витория Гояс Гремио Интернасьонал Коритиба Крисиума Крузейро Сантос Спорт Фигейренсе Шапекоэнсе Рио-де-Жанейро: · Ботафого · Фламенго · Флуминенсе · Сан-Паулу: · Коринтианс · Палмейрас · Сан-ПаулуУчастники Серии A 2014 \| | \| Рио-де-Жанейро Сан-Паулу Атлетико Минейро Атлетико Паранаэнсе Баия Витория Гояс Гремио Интернасьонал Коритиба Крисиума Крузейро Сантос Спорт Фигейренсе Шапекоэнсе Рио-де-Жанейро: · Ботафого · Фламенго · Флуминенсе · Сан-Паулу: · Коринтианс · Палмейрас · Сан-ПаулуУчастники Серии A 2014 \| | Коритиба            |
| Арена Коринтианс | \| Рио-де-Жанейро Сан-Паулу Атлетико Минейро Атлетико Паранаэнсе Баия Витория Гояс Гремио Интернасьонал Коритиба Крисиума Крузейро Сантос Спорт Фигейренсе Шапекоэнсе Рио-де-Жанейро: · Ботафого · Фламенго · Флуминенсе · Сан-Паулу: · Коринтианс · Палмейрас · Сан-ПаулуУчастники Серии A 2014 \| | \| Рио-де-Жанейро Сан-Паулу Атлетико Минейро Атлетико Паранаэнсе Баия Витория Гояс Гремио Интернасьонал Коритиба Крисиума Крузейро Сантос Спорт Фигейренсе Шапекоэнсе Рио-де-Жанейро: · Ботафого · Фламенго · Флуминенсе · Сан-Паулу: · Коринтианс · Палмейрас · Сан-ПаулуУчастники Серии A 2014 \| | \| Рио-де-Жанейро Сан-Паулу Атлетико Минейро Атлетико Паранаэнсе Баия Витория Гояс Гремио Интернасьонал Коритиба Крисиума Крузейро Сантос Спорт Фигейренсе Шапекоэнсе Рио-де-Жанейро: · Ботафого · Фламенго · Флуминенсе · Сан-Паулу: · Коринтианс · Палмейрас · Сан-ПаулуУчастники Серии A 2014 \| | \| Рио-де-Жанейро Сан-Паулу Атлетико Минейро Атлетико Паранаэнсе Баия Витория Гояс Гремио Интернасьонал Коритиба Крисиума Крузейро Сантос Спорт Фигейренсе Шапекоэнсе Рио-де-Жанейро: · Ботафого · Фламенго · Флуминенсе · Сан-Паулу: · Коринтианс · Палмейрас · Сан-ПаулуУчастники Серии A 2014 \| | Коуто Перейра       |
| Вместимость: 48 000 | \| Рио-де-Жанейро Сан-Паулу Атлетико Минейро Атлетико Паранаэнсе Баия Витория Гояс Гремио Интернасьонал Коритиба Крисиума Крузейро Сантос Спорт Фигейренсе Шапекоэнсе Рио-де-Жанейро: · Ботафого · Фламенго · Флуминенсе · Сан-Паулу: · Коринтианс · Палмейрас · Сан-ПаулуУчастники Серии A 2014 \| | \| Рио-де-Жанейро Сан-Паулу Атлетико Минейро Атлетико Паранаэнсе Баия Витория Гояс Гремио Интернасьонал Коритиба Крисиума Крузейро Сантос Спорт Фигейренсе Шапекоэнсе Рио-де-Жанейро: · Ботафого · Фламенго · Флуминенсе · Сан-Паулу: · Коринтианс · Палмейрас · Сан-ПаулуУчастники Серии A 2014 \| | \| Рио-де-Жанейро Сан-Паулу Атлетико Минейро Атлетико Паранаэнсе Баия Витория Гояс Гремио Интернасьонал Коритиба Крисиума Крузейро Сантос Спорт Фигейренсе Шапекоэнсе Рио-де-Жанейро: · Ботафого · Фламенго · Флуминенсе · Сан-Паулу: · Коринтианс · Палмейрас · Сан-ПаулуУчастники Серии A 2014 \| | \| Рио-де-Жанейро Сан-Паулу Атлетико Минейро Атлетико Паранаэнсе Баия Витория Гояс Гремио Интернасьонал Коритиба Крисиума Крузейро Сантос Спорт Фигейренсе Шапекоэнсе Рио-де-Жанейро: · Ботафого · Фламенго · Флуминенсе · Сан-Паулу: · Коринтианс · Палмейрас · Сан-ПаулуУчастники Серии A 2014 \| | Вместимость: 37 182 |
| | \| Рио-де-Жанейро Сан-Паулу Атлетико Минейро Атлетико Паранаэнсе Баия Витория Гояс Гремио Интернасьонал Коритиба Крисиума Крузейро Сантос Спорт Фигейренсе Шапекоэнсе Рио-де-Жанейро: · Ботафого · Фламенго · Флуминенсе · Сан-Паулу: · Коринтианс · Палмейрас · Сан-ПаулуУчастники Серии A 2014 \| | \| Рио-де-Жанейро Сан-Паулу Атлетико Минейро Атлетико Паранаэнсе Баия Витория Гояс Гремио Интернасьонал Коритиба Крисиума Крузейро Сантос Спорт Фигейренсе Шапекоэнсе Рио-де-Жанейро: · Ботафого · Фламенго · Флуминенсе · Сан-Паулу: · Коринтианс · Палмейрас · Сан-ПаулуУчастники Серии A 2014 \| | \| Рио-де-Жанейро Сан-Паулу Атлетико Минейро Атлетико Паранаэнсе Баия Витория Гояс Гремио Интернасьонал Коритиба Крисиума Крузейро Сантос Спорт Фигейренсе Шапекоэнсе Рио-де-Жанейро: · Ботафого · Фламенго · Флуминенсе · Сан-Паулу: · Коринтианс · Палмейрас · Сан-ПаулуУчастники Серии A 2014 \| | \| Рио-де-Жанейро Сан-Паулу Атлетико Минейро Атлетико Паранаэнсе Баия Витория Гояс Гремио Интернасьонал Коритиба Крисиума Крузейро Сантос Спорт Фигейренсе Шапекоэнсе Рио-де-Жанейро: · Ботафого · Фламенго · Флуминенсе · Сан-Паулу: · Коринтианс · Палмейрас · Сан-ПаулуУчастники Серии A 2014 \| |                     |
| Крисиума | \| Рио-де-Жанейро Сан-Паулу Атлетико Минейро Атлетико Паранаэнсе Баия Витория Гояс Гремио Интернасьонал Коритиба Крисиума Крузейро Сантос Спорт Фигейренсе Шапекоэнсе Рио-де-Жанейро: · Ботафого · Фламенго · Флуминенсе · Сан-Паулу: · Коринтианс · Палмейрас · Сан-ПаулуУчастники Серии A 2014 \| | \| Рио-де-Жанейро Сан-Паулу Атлетико Минейро Атлетико Паранаэнсе Баия Витория Гояс Гремио Интернасьонал Коритиба Крисиума Крузейро Сантос Спорт Фигейренсе Шапекоэнсе Рио-де-Жанейро: · Ботафого · Фламенго · Флуминенсе · Сан-Паулу: · Коринтианс · Палмейрас · Сан-ПаулуУчастники Серии A 2014 \| | \| Рио-де-Жанейро Сан-Паулу Атлетико Минейро Атлетико Паранаэнсе Баия Витория Гояс Гремио Интернасьонал Коритиба Крисиума Крузейро Сантос Спорт Фигейренсе Шапекоэнсе Рио-де-Жанейро: · Ботафого · Фламенго · Флуминенсе · Сан-Паулу: · Коринтианс · Палмейрас · Сан-ПаулуУчастники Серии A 2014 \| | \| Рио-де-Жанейро Сан-Паулу Атлетико Минейро Атлетико Паранаэнсе Баия Витория Гояс Гремио Интернасьонал Коритиба Крисиума Крузейро Сантос Спорт Фигейренсе Шапекоэнсе Рио-де-Жанейро: · Ботафого · Фламенго · Флуминенсе · Сан-Паулу: · Коринтианс · Палмейрас · Сан-ПаулуУчастники Серии A 2014 \| | Крузейро            |
| Эриберто Хюльсе | \| Рио-де-Жанейро Сан-Паулу Атлетико Минейро Атлетико Паранаэнсе Баия Витория Гояс Гремио Интернасьонал Коритиба Крисиума Крузейро Сантос Спорт Фигейренсе Шапекоэнсе Рио-де-Жанейро: · Ботафого · Фламенго · Флуминенсе · Сан-Паулу: · Коринтианс · Палмейрас · Сан-ПаулуУчастники Серии A 2014 \| | \| Рио-де-Жанейро Сан-Паулу Атлетико Минейро Атлетико Паранаэнсе Баия Витория Гояс Гремио Интернасьонал Коритиба Крисиума Крузейро Сантос Спорт Фигейренсе Шапекоэнсе Рио-де-Жанейро: · Ботафого · Фламенго · Флуминенсе · Сан-Паулу: · Коринтианс · Палмейрас · Сан-ПаулуУчастники Серии A 2014 \| | \| Рио-де-Жанейро Сан-Паулу Атлетико Минейро Атлетико Паранаэнсе Баия Витория Гояс Гремио Интернасьонал Коритиба Крисиума Крузейро Сантос Спорт Фигейренсе Шапекоэнсе Рио-де-Жанейро: · Ботафого · Фламенго · Флуминенсе · Сан-Паулу: · Коринтианс · Палмейрас · Сан-ПаулуУчастники Серии A 2014 \| | \| Рио-де-Жанейро Сан-Паулу Атлетико Минейро Атлетико Паранаэнсе Баия Витория Гояс Гремио Интернасьонал Коритиба Крисиума Крузейро Сантос Спорт Фигейренсе Шапекоэнсе Рио-де-Жанейро: · Ботафого · Фламенго · Флуминенсе · Сан-Паулу: · Коринтианс · Палмейрас · Сан-ПаулуУчастники Серии A 2014 \| | Минейран            |
| Вместимость: 19 900 | \| Рио-де-Жанейро Сан-Паулу Атлетико Минейро Атлетико Паранаэнсе Баия Витория Гояс Гремио Интернасьонал Коритиба Крисиума Крузейро Сантос Спорт Фигейренсе Шапекоэнсе Рио-де-Жанейро: · Ботафого · Фламенго · Флуминенсе · Сан-Паулу: · Коринтианс · Палмейрас · Сан-ПаулуУчастники Серии A 2014 \| | \| Рио-де-Жанейро Сан-Паулу Атлетико Минейро Атлетико Паранаэнсе Баия Витория Гояс Гремио Интернасьонал Коритиба Крисиума Крузейро Сантос Спорт Фигейренсе Шапекоэнсе Рио-де-Жанейро: · Ботафого · Фламенго · Флуминенсе · Сан-Паулу: · Коринтианс · Палмейрас · Сан-ПаулуУчастники Серии A 2014 \| | \| Рио-де-Жанейро Сан-Паулу Атлетико Минейро Атлетико Паранаэнсе Баия Витория Гояс Гремио Интернасьонал Коритиба Крисиума Крузейро Сантос Спорт Фигейренсе Шапекоэнсе Рио-де-Жанейро: · Ботафого · Фламенго · Флуминенсе · Сан-Паулу: · Коринтианс · Палмейрас · Сан-ПаулуУчастники Серии A 2014 \| | \| Рио-де-Жанейро Сан-Паулу Атлетико Минейро Атлетико Паранаэнсе Баия Витория Гояс Гремио Интернасьонал Коритиба Крисиума Крузейро Сантос Спорт Фигейренсе Шапекоэнсе Рио-де-Жанейро: · Ботафого · Фламенго · Флуминенсе · Сан-Паулу: · Коринтианс · Палмейрас · Сан-ПаулуУчастники Серии A 2014 \| | Вместимость: 57 483 |
| | \| Рио-де-Жанейро Сан-Паулу Атлетико Минейро Атлетико Паранаэнсе Баия Витория Гояс Гремио Интернасьонал Коритиба Крисиума Крузейро Сантос Спорт Фигейренсе Шапекоэнсе Рио-де-Жанейро: · Ботафого · Фламенго · Флуминенсе · Сан-Паулу: · Коринтианс · Палмейрас · Сан-ПаулуУчастники Серии A 2014 \| | \| Рио-де-Жанейро Сан-Паулу Атлетико Минейро Атлетико Паранаэнсе Баия Витория Гояс Гремио Интернасьонал Коритиба Крисиума Крузейро Сантос Спорт Фигейренсе Шапекоэнсе Рио-де-Жанейро: · Ботафого · Фламенго · Флуминенсе · Сан-Паулу: · Коринтианс · Палмейрас · Сан-ПаулуУчастники Серии A 2014 \| | \| Рио-де-Жанейро Сан-Паулу Атлетико Минейро Атлетико Паранаэнсе Баия Витория Гояс Гремио Интернасьонал Коритиба Крисиума Крузейро Сантос Спорт Фигейренсе Шапекоэнсе Рио-де-Жанейро: · Ботафого · Фламенго · Флуминенсе · Сан-Паулу: · Коринтианс · Палмейрас · Сан-ПаулуУчастники Серии A 2014 \| | \| Рио-де-Жанейро Сан-Паулу Атлетико Минейро Атлетико Паранаэнсе Баия Витория Гояс Гремио Интернасьонал Коритиба Крисиума Крузейро Сантос Спорт Фигейренсе Шапекоэнсе Рио-де-Жанейро: · Ботафого · Фламенго · Флуминенсе · Сан-Паулу: · Коринтианс · Палмейрас · Сан-ПаулуУчастники Серии A 2014 \| |                     |
| Палмейрас | \| Рио-де-Жанейро Сан-Паулу Атлетико Минейро Атлетико Паранаэнсе Баия Витория Гояс Гремио Интернасьонал Коритиба Крисиума Крузейро Сантос Спорт Фигейренсе Шапекоэнсе Рио-де-Жанейро: · Ботафого · Фламенго · Флуминенсе · Сан-Паулу: · Коринтианс · Палмейрас · Сан-ПаулуУчастники Серии A 2014 \| | \| Рио-де-Жанейро Сан-Паулу Атлетико Минейро Атлетико Паранаэнсе Баия Витория Гояс Гремио Интернасьонал Коритиба Крисиума Крузейро Сантос Спорт Фигейренсе Шапекоэнсе Рио-де-Жанейро: · Ботафого · Фламенго · Флуминенсе · Сан-Паулу: · Коринтианс · Палмейрас · Сан-ПаулуУчастники Серии A 2014 \| | \| Рио-де-Жанейро Сан-Паулу Атлетико Минейро Атлетико Паранаэнсе Баия Витория Гояс Гремио Интернасьонал Коритиба Крисиума Крузейро Сантос Спорт Фигейренсе Шапекоэнсе Рио-де-Жанейро: · Ботафого · Фламенго · Флуминенсе · Сан-Паулу: · Коринтианс · Палмейрас · Сан-ПаулуУчастники Серии A 2014 \| | \| Рио-де-Жанейро Сан-Паулу Атлетико Минейро Атлетико Паранаэнсе Баия Витория Гояс Гремио Интернасьонал Коритиба Крисиума Крузейро Сантос Спорт Фигейренсе Шапекоэнсе Рио-де-Жанейро: · Ботафого · Фламенго · Флуминенсе · Сан-Паулу: · Коринтианс · Палмейрас · Сан-ПаулуУчастники Серии A 2014 \| | Сантос              |
| Альянц Парк | \| Рио-де-Жанейро Сан-Паулу Атлетико Минейро Атлетико Паранаэнсе Баия Витория Гояс Гремио Интернасьонал Коритиба Крисиума Крузейро Сантос Спорт Фигейренсе Шапекоэнсе Рио-де-Жанейро: · Ботафого · Фламенго · Флуминенсе · Сан-Паулу: · Коринтианс · Палмейрас · Сан-ПаулуУчастники Серии A 2014 \| | \| Рио-де-Жанейро Сан-Паулу Атлетико Минейро Атлетико Паранаэнсе Баия Витория Гояс Гремио Интернасьонал Коритиба Крисиума Крузейро Сантос Спорт Фигейренсе Шапекоэнсе Рио-де-Жанейро: · Ботафого · Фламенго · Флуминенсе · Сан-Паулу: · Коринтианс · Палмейрас · Сан-ПаулуУчастники Серии A 2014 \| | \| Рио-де-Жанейро Сан-Паулу Атлетико Минейро Атлетико Паранаэнсе Баия Витория Гояс Гремио Интернасьонал Коритиба Крисиума Крузейро Сантос Спорт Фигейренсе Шапекоэнсе Рио-де-Жанейро: · Ботафого · Фламенго · Флуминенсе · Сан-Паулу: · Коринтианс · Палмейрас · Сан-ПаулуУчастники Серии A 2014 \| | \| Рио-де-Жанейро Сан-Паулу Атлетико Минейро Атлетико Паранаэнсе Баия Витория Гояс Гремио Интернасьонал Коритиба Крисиума Крузейро Сантос Спорт Фигейренсе Шапекоэнсе Рио-де-Жанейро: · Ботафого · Фламенго · Флуминенсе · Сан-Паулу: · Коринтианс · Палмейрас · Сан-ПаулуУчастники Серии A 2014 \| | Вила Белмиро        |
| Вместимость: 45 000 | \| Рио-де-Жанейро Сан-Паулу Атлетико Минейро Атлетико Паранаэнсе Баия Витория Гояс Гремио Интернасьонал Коритиба Крисиума Крузейро Сантос Спорт Фигейренсе Шапекоэнсе Рио-де-Жанейро: · Ботафого · Фламенго · Флуминенсе · Сан-Паулу: · Коринтианс · Палмейрас · Сан-ПаулуУчастники Серии A 2014 \| | \| Рио-де-Жанейро Сан-Паулу Атлетико Минейро Атлетико Паранаэнсе Баия Витория Гояс Гремио Интернасьонал Коритиба Крисиума Крузейро Сантос Спорт Фигейренсе Шапекоэнсе Рио-де-Жанейро: · Ботафого · Фламенго · Флуминенсе · Сан-Паулу: · Коринтианс · Палмейрас · Сан-ПаулуУчастники Серии A 2014 \| | \| Рио-де-Жанейро Сан-Паулу Атлетико Минейро Атлетико Паранаэнсе Баия Витория Гояс Гремио Интернасьонал Коритиба Крисиума Крузейро Сантос Спорт Фигейренсе Шапекоэнсе Рио-де-Жанейро: · Ботафого · Фламенго · Флуминенсе · Сан-Паулу: · Коринтианс · Палмейрас · Сан-ПаулуУчастники Серии A 2014 \| | \| Рио-де-Жанейро Сан-Паулу Атлетико Минейро Атлетико Паранаэнсе Баия Витория Гояс Гремио Интернасьонал Коритиба Крисиума Крузейро Сантос Спорт Фигейренсе Шапекоэнсе Рио-де-Жанейро: · Ботафого · Фламенго · Флуминенсе · Сан-Паулу: · Коринтианс · Палмейрас · Сан-ПаулуУчастники Серии A 2014 \| | Вместимость: 16 068 |
| | \| Рио-де-Жанейро Сан-Паулу Атлетико Минейро Атлетико Паранаэнсе Баия Витория Гояс Гремио Интернасьонал Коритиба Крисиума Крузейро Сантос Спорт Фигейренсе Шапекоэнсе Рио-де-Жанейро: · Ботафого · Фламенго · Флуминенсе · Сан-Паулу: · Коринтианс · Палмейрас · Сан-ПаулуУчастники Серии A 2014 \| | \| Рио-де-Жанейро Сан-Паулу Атлетико Минейро Атлетико Паранаэнсе Баия Витория Гояс Гремио Интернасьонал Коритиба Крисиума Крузейро Сантос Спорт Фигейренсе Шапекоэнсе Рио-де-Жанейро: · Ботафого · Фламенго · Флуминенсе · Сан-Паулу: · Коринтианс · Палмейрас · Сан-ПаулуУчастники Серии A 2014 \| | \| Рио-де-Жанейро Сан-Паулу Атлетико Минейро Атлетико Паранаэнсе Баия Витория Гояс Гремио Интернасьонал Коритиба Крисиума Крузейро Сантос Спорт Фигейренсе Шапекоэнсе Рио-де-Жанейро: · Ботафого · Фламенго · Флуминенсе · Сан-Паулу: · Коринтианс · Палмейрас · Сан-ПаулуУчастники Серии A 2014 \| | \| Рио-де-Жанейро Сан-Паулу Атлетико Минейро Атлетико Паранаэнсе Баия Витория Гояс Гремио Интернасьонал Коритиба Крисиума Крузейро Сантос Спорт Фигейренсе Шапекоэнсе Рио-де-Жанейро: · Ботафого · Фламенго · Флуминенсе · Сан-Паулу: · Коринтианс · Палмейрас · Сан-ПаулуУчастники Серии A 2014 \| |                     |
| Сан-Паулу | Спорт | Фигейренсе | Фламенго / Флуминенсе | Фламенго / Флуминенсе | Шапекоэнсе          |
| Морумби | Илья-до-Ретиро | Орландо Скарпелли | Маракана | Маракана | Арена Конда         |
| Вместимость: 66 795 | Вместимость: 35 000 | Вместимость: 19 584 | Вместимость: 78838 | Вместимость: 78838 | Вместимость: 22 600 |
| | | | | |                     |
| Рио-де-Жанейро Сан-Паулу Атлетико Минейро Атлетико Паранаэнсе Баия Витория Гояс Гремио Интернасьонал Коритиба Крисиума Крузейро Сантос Спорт Фигейренсе Шапекоэнсе Рио-де-Жанейро: · Ботафого · Фламенго · Флуминенсе · Сан-Паулу: · Коринтианс · Палмейрас · Сан-ПаулуУчастники Серии A 2014 | | | | |                     |

## Положение команд
| №  | Команда             | И  | В  | Н  | П  | М     | ±   | О  | Квалификация или вылет              |
| -- | ------------------- | -- | -- | -- | -- | ----- | --- | -- | ----------------------------------- |
| 1  | Крузейро            | 38 | 24 | 8  | 6  | 67:38 | +29 | 80 | Второй этап Кубка Либертадорес 2015 |
| 2  | Сан-Паулу           | 38 | 20 | 10 | 8  | 59:40 | +19 | 70 | Второй этап Кубка Либертадорес 2015 |
| 3  | Интернасьонал       | 38 | 21 | 6  | 11 | 53:41 | +12 | 69 | Второй этап Кубка Либертадорес 2015 |
| 4  | Коринтианс          | 38 | 19 | 12 | 7  | 49:31 | +18 | 69 | Первый этап Кубка Либертадорес 2015 |
| 5  | Атлетико Минейро    | 38 | 17 | 11 | 10 | 51:38 | +13 | 62 | Второй этап Кубка Либертадорес 2015 |
| 6  | Флуминенсе          | 38 | 17 | 10 | 11 | 61:42 | +19 | 61 |                                     |
| 7  | Гремио              | 38 | 17 | 10 | 11 | 36:24 | +12 | 61 |                                     |
| 8  | Атлетико Паранаэнсе | 38 | 15 | 9  | 14 | 43:42 | +1  | 54 |                                     |
| 9  | Сантос              | 38 | 15 | 8  | 15 | 42:35 | +7  | 53 |                                     |
| 10 | Фламенго            | 38 | 14 | 10 | 14 | 47:46 | −1  | 52 |                                     |
| 11 | Спорт               | 38 | 14 | 10 | 14 | 36:46 | -10 | 52 |                                     |
| 12 | Гояс                | 38 | 13 | 8  | 17 | 38:40 | −2  | 47 |                                     |
| 13 | Фигейренсе          | 38 | 13 | 8  | 17 | 37:47 | −10 | 47 |                                     |
| 14 | Коритиба            | 38 | 12 | 11 | 15 | 42:45 | −3  | 47 |                                     |
| 15 | Шапекоэнсе          | 38 | 11 | 10 | 17 | 39:44 | −5  | 43 |                                     |
| 16 | Палмейрас           | 38 | 11 | 7  | 20 | 34:59 | −25 | 40 |                                     |
| 17 | Витория             | 38 | 10 | 8  | 20 | 37:54 | −17 | 38 | Выбывание в Серию B 2015            |
| 18 | Баия                | 38 | 9  | 10 | 19 | 31:43 | −12 | 37 | Выбывание в Серию B 2015            |
| 19 | Ботафого            | 38 | 9  | 7  | 22 | 31:48 | −17 | 34 | Выбывание в Серию B 2015            |
| 20 | Крисиума            | 38 | 7  | 11 | 20 | 28:56 | −28 | 32 | Выбывание в Серию B 2015            |

Источник: Campeonato Brasileiro Série A — 2014 — Classificação.

## Статистика
| Голы | Игрок            | Клуб             |
| ---- | ---------------- | ---------------- |
| 18   | Фред             | Флуминенсе       |
| 16   | Энрике Дорадо    | Палмейрас        |
| 15   | Марсело Морено   | Крузейро         |
| 15   | Рикардо Голарт   | Крузейро         |
| 14   | Эрнан Баркос     | Гремио           |
| 12   | Эрик Лима        | Гояс             |
| 12   | Паоло Герреро    | Коринтианс       |
| 10   | Диего Тарделли   | Атлетико Минейро |
| 10   | Леандро Перрейра | Шапекоэнсе       |